# Soportújar
Soportújar település Spanyolországban, Granada tartományban. Soportújar Cáñar, Lanjarón, Bubión, Pampaneira és Carataunas községekkel határos. Lakosainak száma 278 fő (2024).

## Népesség
A település népessége az elmúlt években az alábbi módon változott:
| Lakosok száma | 262  | 269  | 265  | 242  | 280  | 320  | 277  | 268  | 259  | 278  |
|               | 2001 | 2004 | 2006 | 2009 | 2011 | 2014 | 2016 | 2019 | 2021 | 2024 |